# مارغريت كرايغ
مارغريت كرايغ (بالإنجليزية: Margaret Craig)‏ هي فنانة أمريكية، ولدت في 29 أغسطس 1966.